# École supérieure de police (Tampere)
L'École supérieure de police de Tampere (finnois : Poliisiammattikorkeakoulu) est une université publique, située dans le quartier de Hervanta à Tampere en Finlande. 

## Présentation

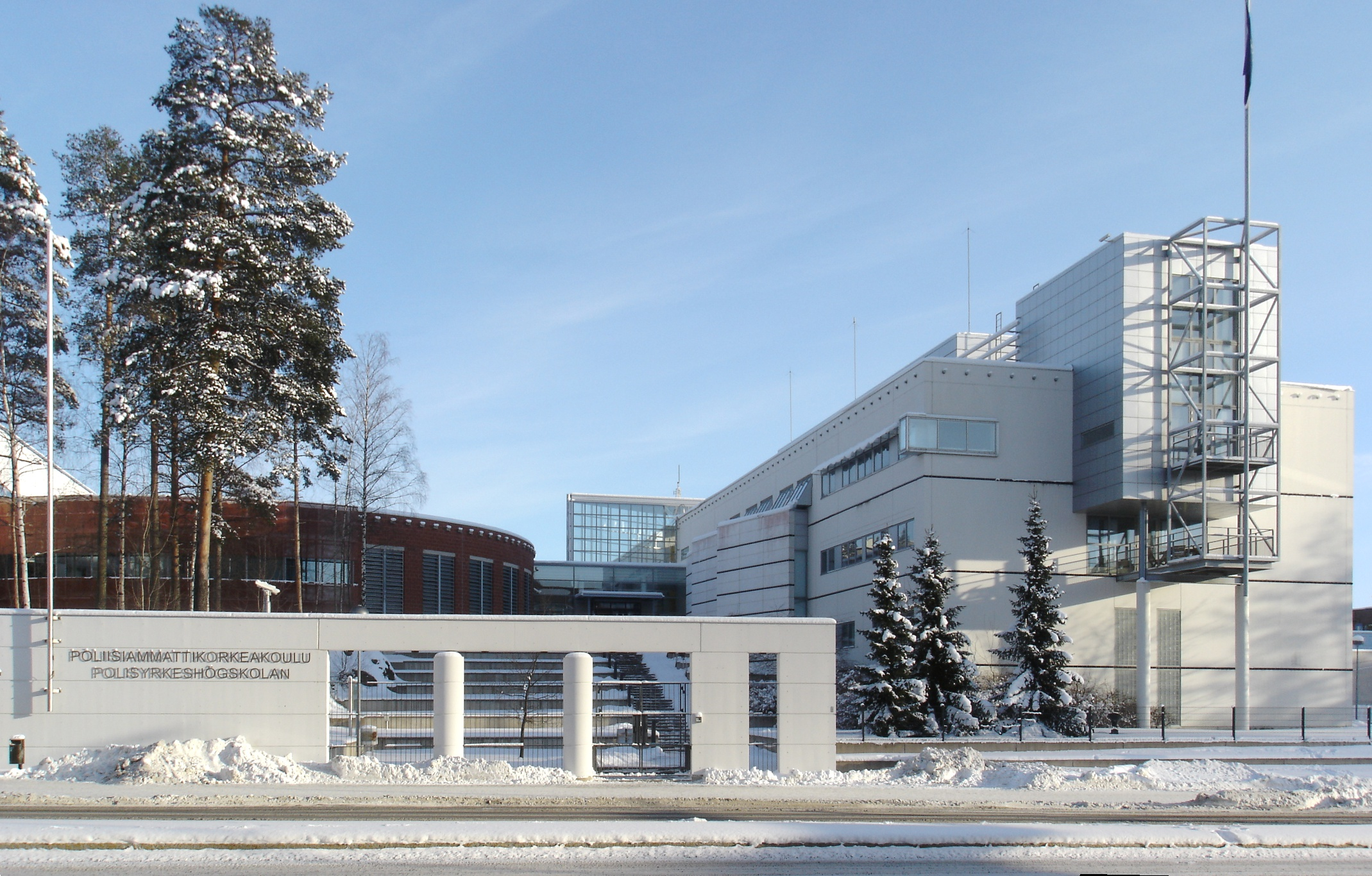
L'école supérieure de police